# Apanasienkowskoje
Apanasienkowskoje (ros. Апанасенковское) – wieś w Rosji, w Kraju Stawropolskim, w rejonie apanasienkowskim. W 2010 liczyła 2031 mieszkańców.

## Urodzeni
- Iosif Apanasienko – radziecki generał.